# Comuna Demeanți, Pereiaslav-Hmelnițki
Demeanți (în ucraineană Дем`янці) este o comună în raionul Pereiaslav-Hmelnițki, regiunea Kiev, Ucraina, formată din satele Demeanți (reședința) și Harkivți.

## Demografie
Componența lingvistică a comunei Demeanți
     Ucraineană (98,05%)
     Rusă (1,48%)
     Alte limbi (0,27%)
Conform recensământului din 2001, majoritatea populației comunei Demeanți era vorbitoare de ucraineană (98,05%), existând în minoritate și vorbitori de rusă (1,48%).